# Adhemarius ypsilon
Adhemarius ypsilon là một loài bướm đêm thuộc họ Sphingidae. Nó được miêu tả bởi Rothschild và Jordan, năm 1903, và được tìm thấy ở Costa Rica, México, Belize, Guatemala, Nicaragua, Venezuela, Guyane thuộc Pháp, Ecuador, Peru, và Bolivia.
Sải cánh dài 89–117 mm đối với con đực và 107–126 mm đối với con cái. In Costa Rica, moths in this species take flight all quanh năm.
Ấu trùng ăn các loài several thuộc chi plant Ocotea (bao gồm Ocotea veraguensis, Ocotea atirrensis, Ocotea sarah và Ocotea dendrodaphne).

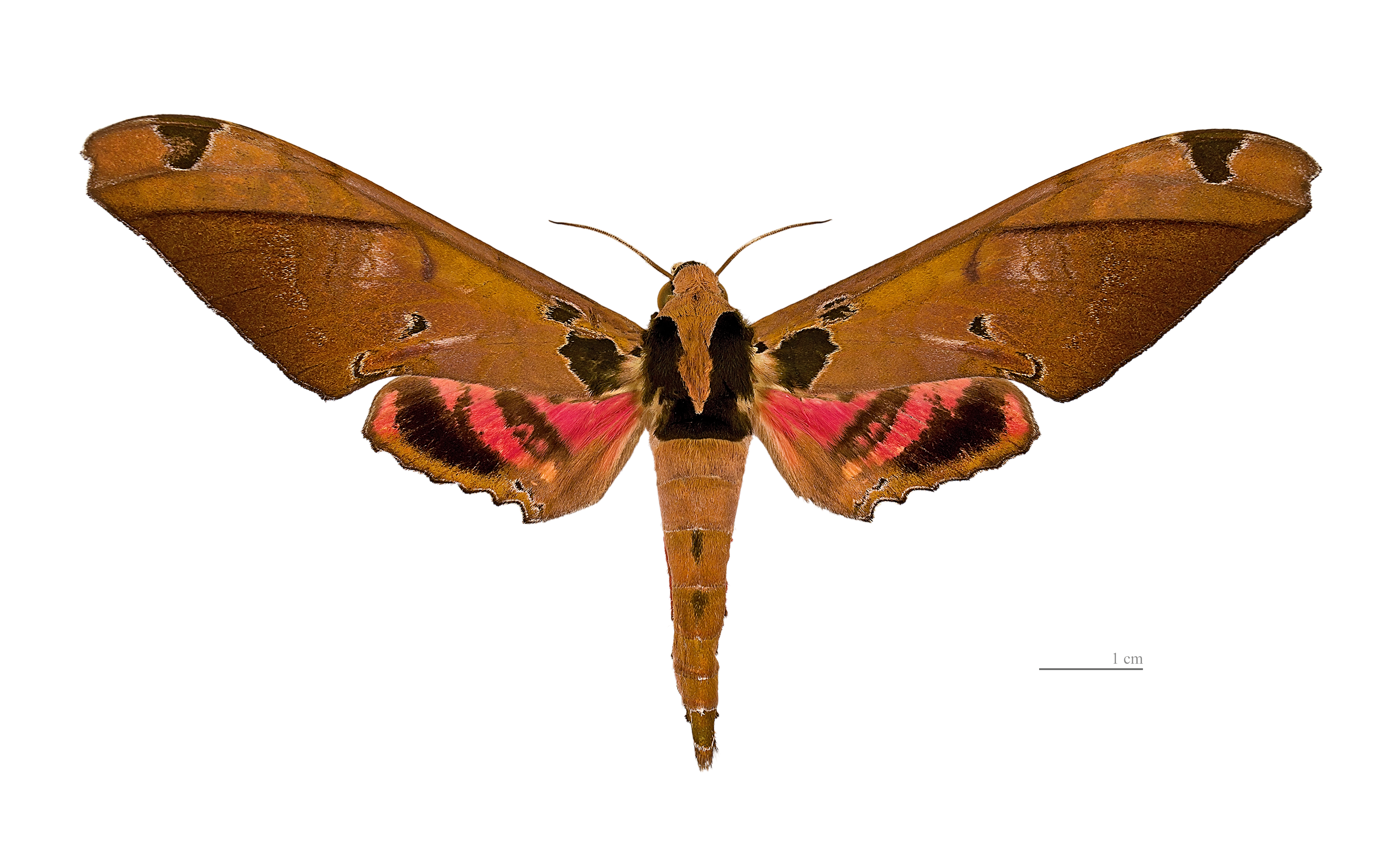
♂
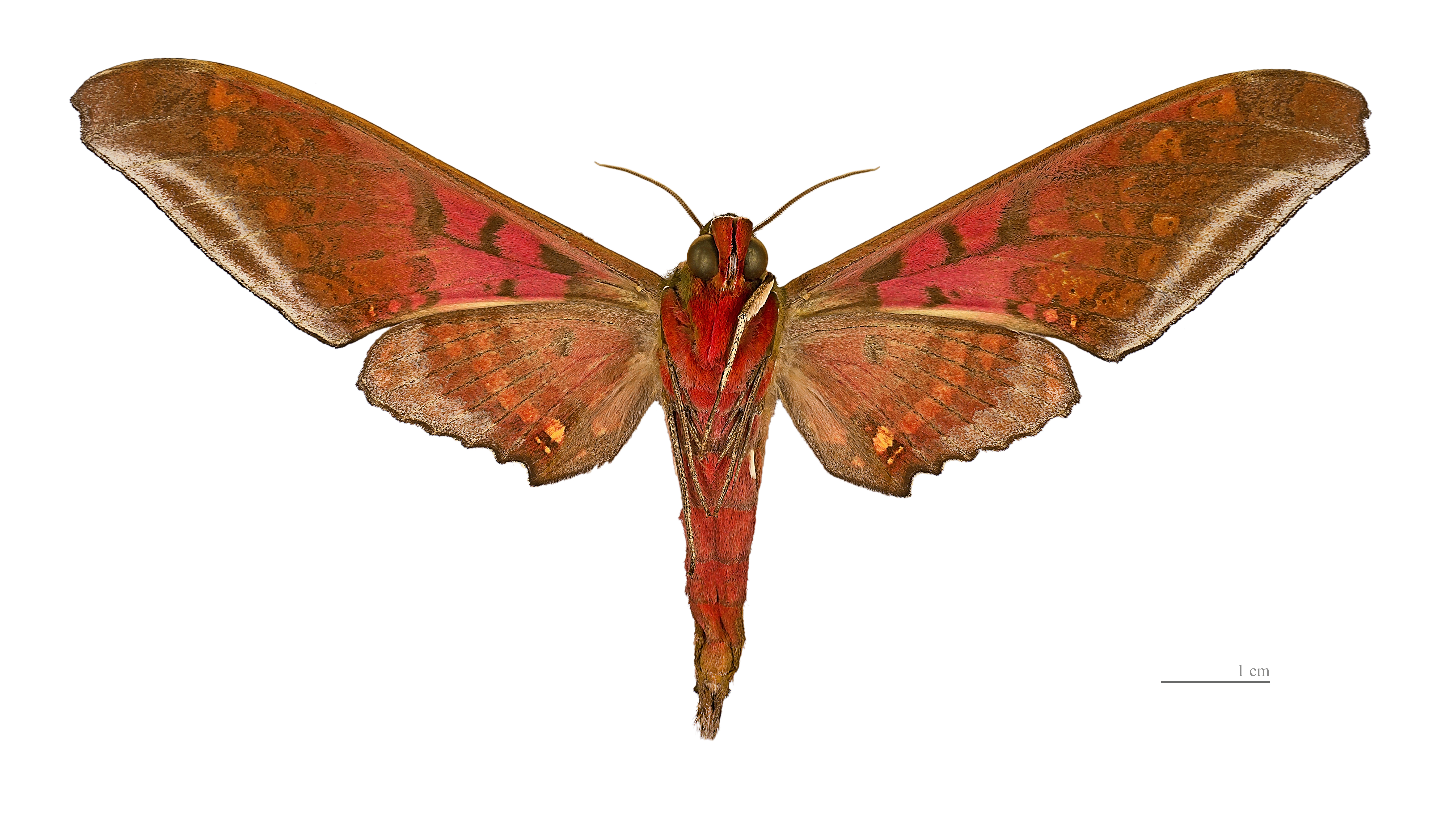
♂ △
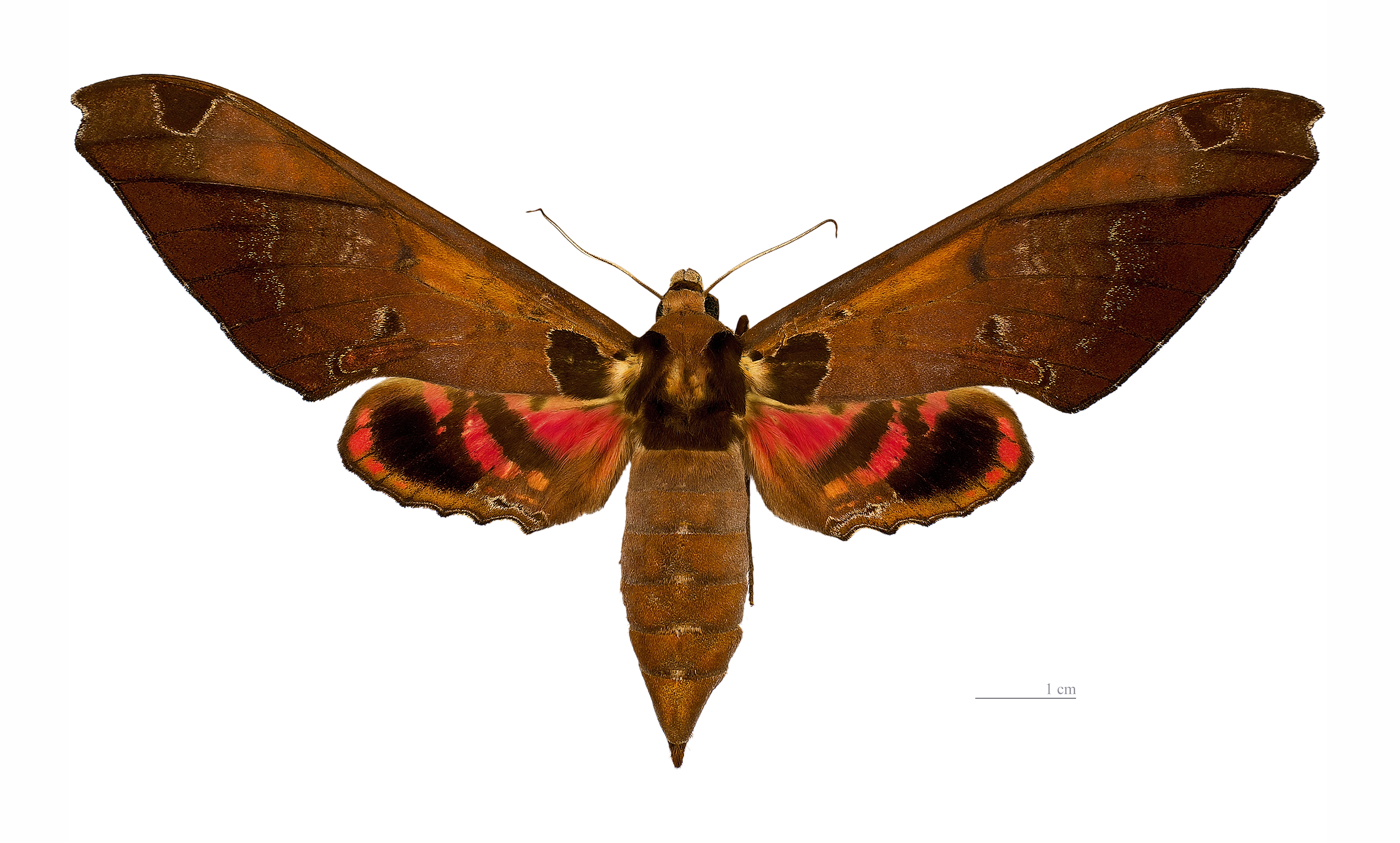
♀
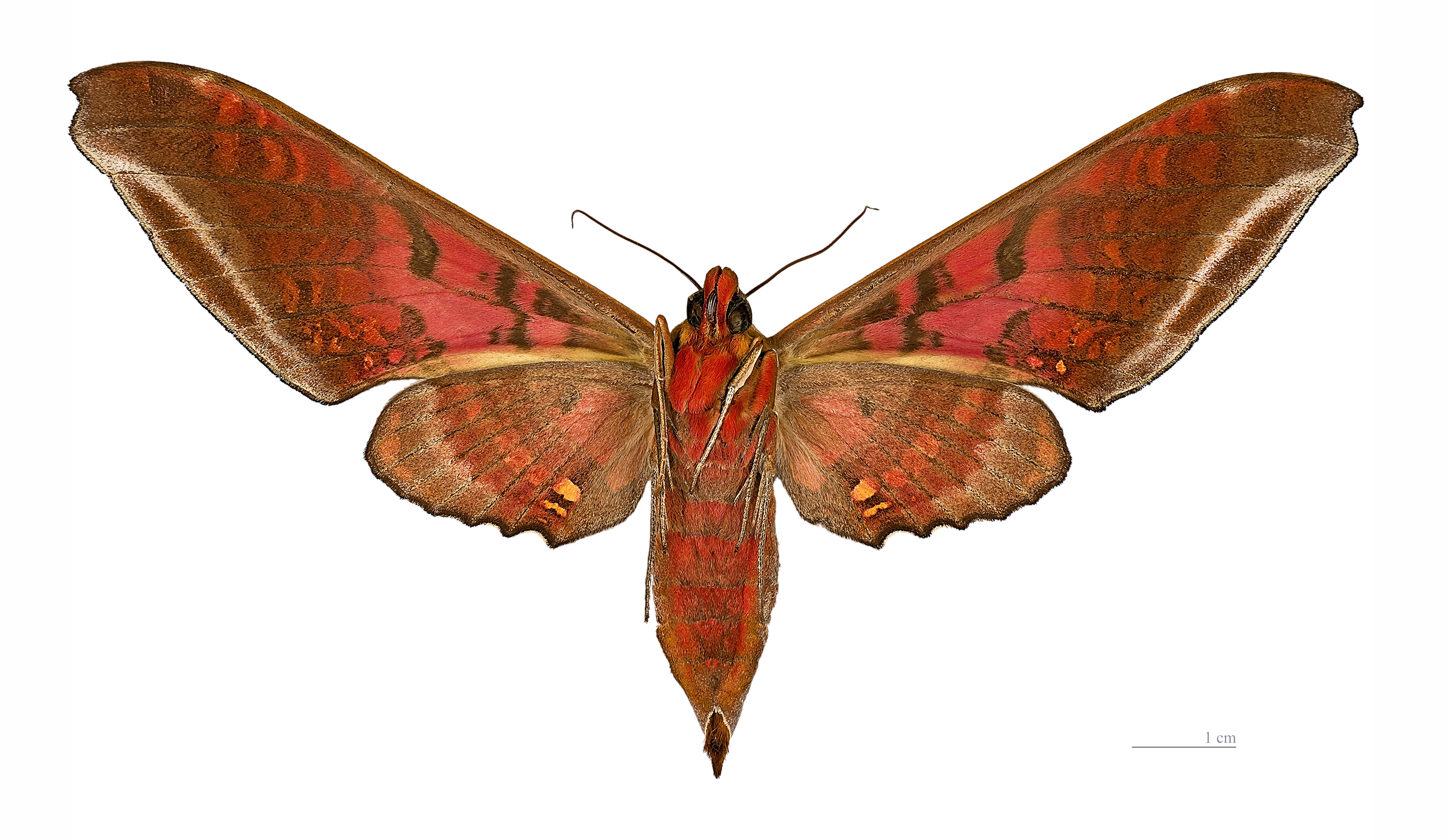
♀ △